# Alekszandra Nyikolajevna Romanova orosz nagyhercegnő
Alekszandra Nyikolajevna orosz nagyhercegnő, férjezett Alexandra hessen–kassel–rumpenheimi hercegné (oroszul: Великая княжна Александра Николаевна Романова, németül: Erbprinzessin Alexandra von Hessen–Kassel zu Rumpenheim; Szentpétervár, 1825. június 12./24. – Szentpétervár, 1844. július 29./augusztus 10.) orosz nagyhercegnő, házassága révén hessen–kassel–rumpenheimi trónörökös hercegné.

## Élete

### Származása és gyermekkora
Alekszandra Nyikolajevna nagyhercegnő I. Miklós cár és Sarolta porosz királyi hercegnő ötödik leányaként jött világra 1825 júniusában. Két nénje csecsemőként elhalálozott, egyetlen húga, Jelizaveta Nyikolajevna pedig hároméves korában távozott el a másvilágra. Ilyenformán Alekszandra nagyhercegnő a család legifjabb leánya lett; szülei és testvérei is igyekeztek a kedvében járni és elkényeztették a nagyhercegnőt. Szüleik boldog, kiegyensúlyozott házassága I. Miklós cár poroszos szigora ellenére is boldog gyermekkort garantált Alekszandra Nyikolajevna és testvérei számára.
Alekszandra Nyikolajevna Oroszországban, elsősorban Szentpétervárott közkedveltségnek örvendett csinos külseje és közvetlen természete miatt. Nővére emlékiratai szerint Alekszandra Nyikolajevna volt édesapjuk kedvenc leánya. A nagyhercegnő arcvonásait és „poroszos megjelenését” anyai nagyanyjától, Lujza mecklenburg–strelitzi hercegnőtől örökölte.
Az „Adini” néven becézett Alekszandra Nyikolajevnáról hamar kiviláglott, hogy igen nagy zenei tehetsége van. Csodálatosan tudott énekelni és remekül játszott zongorán is. Édesanyja és édesapja rendkívül büszkék voltak rá és támogatták zenei tehetsége kibontakozását. A cári pár mindent elkövetett annak érdekében, hogy leányuk a kor legkiválóbb zenészeitől és énekeseitől tanuljon, számos jónevű zenészt és énekest hívtak meg a cári udvarba. Alekszandra nagyhercegnő órákat vett a kor híres szopránjától, Henriette Sontagtól is. Kisgyermekként rajongott a legendákért és varázslatos történetekért; kedvenc zeneszerzőjeként Ludwig van Beethovent tartották számon.

### Házassága és gyermeke

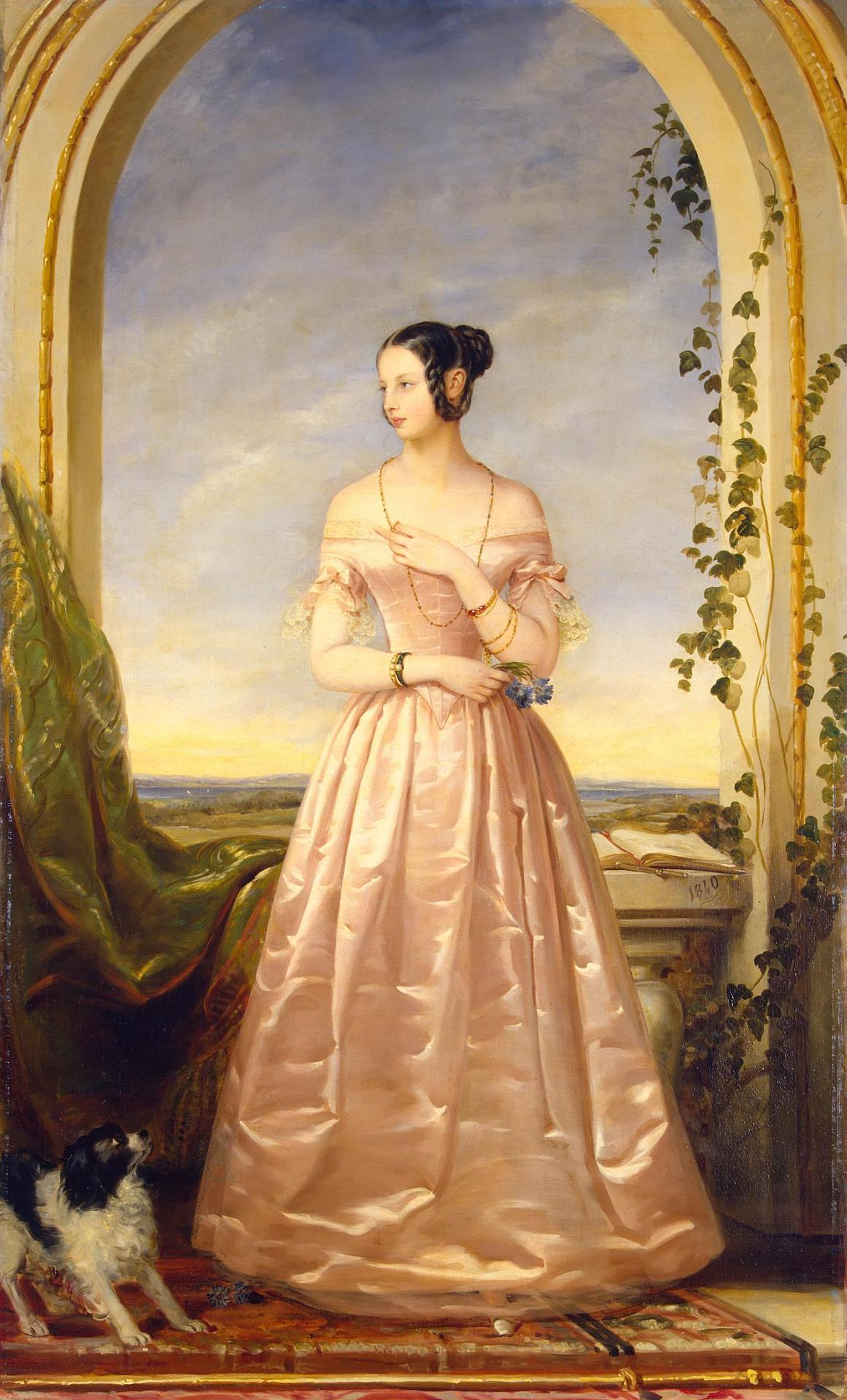
Alekszandra Nyikolajevna nagyhercegnő (Christina Robertson)

1843-ban Frigyes Vilmos hessen–kassel–rumpenheimi trónörökös herceg a cár meghívására az orosz fővárosba látogatott. A cári család nem titkolt célja az volt ezzel a meghívással, hogy a családi körben „Fritz” néven emlegetett Frigyes Vilmos herceg feleségül veszi a legidősebb nagyhercegnőt, a házasulandó korban járó Olga Nyikolajevnát. A trónörökös figyelmét azonban Alekszandra Nyikolajevna vonta magára; Alekszandra nagyhercegnő pedig viszonozta a herceg érzelmeit. A trónörökös eleinte nem akarta megkérni Alekszandra Nyikolajevna kezét, mert tartott I. Miklós cár haragjától és Olga Nyikolajevna nagyhercegnő neheztelésétől. Olga nagyhercegnő viszont lemondott Frigyes Vilmossal kötendő házasságáról, és jómaga is támogatta húga és a herceg házassági terveit. Bátorítására végül Frigyes Vilmos herceg megkérte Alekszandra Nyikolajevna kezét a cártól, aki leányai kedvéért beleegyezett a frigybe.
Az esküvőt 1844. január 26-án tartották díszes keretek között az orosz fővárosban. A nagyhercegnő még a ceremónia előtt megfázott, mely hamarosan gümőkórrá nőtte ki magát. A házaspár úgy tervezte, hogy mielőtt hazatérnek Hessen–Kasselbe, a meleg éghajlatú Itáliában kúráltatják ki Alekszandra Nyikolajevnát.
A nagyhercegnő állapota azonban olyan gyorsan indult romlásnak, hogy a párnak nem maradt ideje az utazásra. Néhány hónappal az esküvőt követően Alekszandra Nyikolajevna betegsége miatt tartósan ágyba kényszerült, és ezt súlyosbította áldott állapota is. Hét hónappal a menyegzője után, 1844. augusztus 10-én Alekszandra Nyikolajevna életet adott fiának, Vilmos hercegnek. A csecsemő koraszülöttségénél fogva még aznap meghalt. Alekszandra Nyikolajevna nem élte túl gyermekét; tüdőbetegsége és a szülés okozta fáradtság együttes erővel okozták halálát. Hesseni címeit hivatalosan, ünnepélyes keretek között sosem vette át, minthogy házassága után nem maradt ideje elutazni új otthonába.

### Emlékezete
Alekszandra Nyikolajevna nagyhercegnő és gyermeke közös sírboltban lettek eltemetve a szentpétervári Péter-Pál erődben. Peterhofban egy emlékművet állítottak fel, szobáját szülei az emlékének szentelték. A nagyhercegnő jelentős vagyon fölött rendelkezett, ami halálával férjére szállt. Alekszandra Nyikolajevna kelengyéjéhez tartozott hat gyémánt is, melyek hozományként Hessen–Kasselbe kerültek, és halála után is a Hesseni-ház birtokában maradtak. 1900 körül Mária Anna hessen–kasseli őrgrófné egy diadémba foglaltatta őket; a fejék máig a Hesseni-ház esküvői ékszerei közé tartozik.
Frigyes Vilmos herceg kilenc év elteltével újranősült, Mária Anna porosz hercegnőt vezette oltár elé. A herceg 1867-ben lépett Hessen–Kassel–Rumpenheim trónjára, 1875-ben pedig névlegesen a poroszok által megszállt Hessen–Kasseli Őrgrófság uralkodója lett.